# Mapa O-T

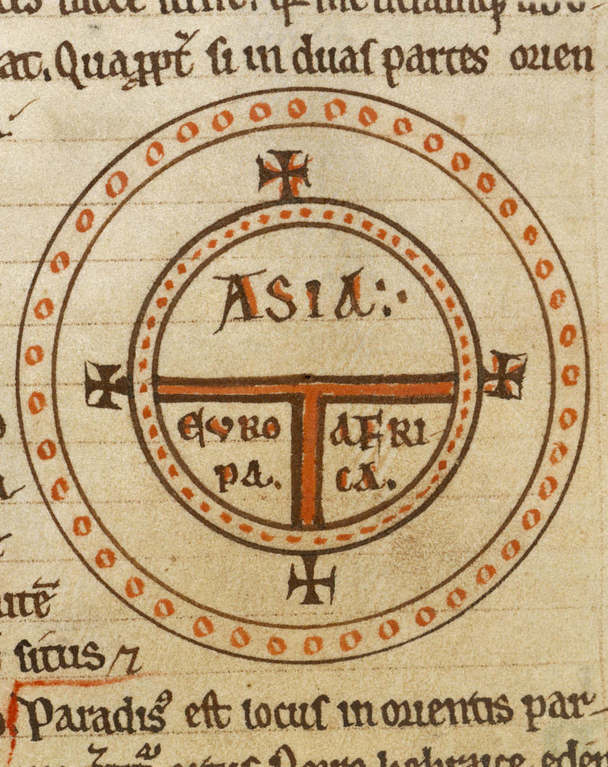
Mapa typu O-T z XII-wiecznego rękopisu Etymologii Izydora z Sewilli

Mapa O-T – popularny w średniowiecznej Europie typ niewielkiej rozmiarowo mapy, ukazujący świat schematycznie jako oblany ze wszystkich stron morzem okrąg, podzielony literą T na trzy części reprezentujące ówcześnie znane kontynenty: Europę, Azję i Afrykę.
Po raz pierwszy ten typ mapy pojawił się jako ilustracja do dzieł Izydora z Sewilli. Choć mocno uproszczona, odpowiadała w pełni średniowiecznym poglądom na świat: litera T swoim kształtem nawiązywała do greckiej litery tau, symbolizującej krzyż Chrystusa, natomiast miejsce złączenia się obydwu jej części w środku mapy oznaczało uważaną wówczas za centrum świata Jerozolimę. Mapy typu O-T miały zawsze orientację wschodnią: u góry znajdowała się Azja, zaś w dolnej części Europa po lewej i Afryka po prawej. Litera T oznacza natomiast rozdzielające kontynenty wody: górna jej część rzeki Don i Nil, zaś dolna Morze Śródziemne. Symetryczność mapy miała symbolizować harmonię świata, zaś składające się na nią litery odczytywano często jako skrót od łacińskiego sformułowania Orbis terrarum.